# Đa Phước (xã)
Đa Phước là một xã thuộc huyện Bình Chánh, Thành phố Hồ Chí Minh, Việt Nam.
Xã Đa Phước nằm ở phía đông huyện Bình Chánh, có vị trí địa lý:
- Phía đông huyện Nhà Bè và tỉnh Long An
- Phía tây giáp xã Hưng Long
- Phía nam giáp xã Qui Đức và tỉnh Long An
- Phía bắc giáp xã Phong Phú.

Xã có diện tích 16,09 km², dân số năm 2021 là 28.349 người,  mật độ dân số đạt 1.761 người/km².